# John Hampton

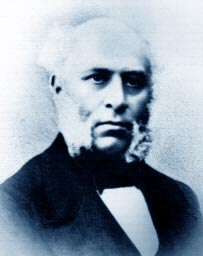
Hampton

John Stephen Hampton (* um 1806 oder 1810 ?; † 2. Dezember 1869 in Hastings, England) war britischer Arzt, Kolonialbeamter und von 1862 bis 1868 Gouverneur der britischen Kolonie Western Australia.

## Leben
Von Hamptons ersten Lebensjahren ist wenig bekannt. So steht nicht einmal sein Geburtsjahr fest; während seine Sterbeurkunde das Jahr 1810 anführt, legen andere Anhaltspunkte ein Geburtsjahr 1806 oder 1807 nahe. Im September 1828 wurde ihm von der Universität Edinburgh ein Medizindiplom verliehen. Ein halbes Jahr später trat er in die Royal Navy im Rang eines Assistenzarztes (Surgeon's mate) ein. Später wurde er nach Plymouth versetzt, wo er sich der Bekämpfung der Cholera widmete. 1834 wurde er zum vollwertigen Stabsarzt (Surgeon) ernannt. Ab 1841 diente er auf Sträflingstransporten nach Tasmanien. Im März 1843 wurde er zum Surgeon-Superintendent befördert; dieser Posten war Sträflingsschiffen vorbehalten, wo er neben der Aufrechterhaltung der allgemeinen Gesundheit die Befehlsgewalt über die Gefangenen sowie alle weiteren nicht seefahrtsbezogenen Bereiche beinhaltete.
Im Mai 1846 erhielt er den Posten des obersten Aufsehers über die Sträflinge in Tasmanien (Comptroller-general). Während seiner Amtszeit wurden häufig Berichte über unmenschliche Behandlungen und Korruption in der lokalen Presse veröffentlicht, wodurch sich das tasmanische Parlament 1855 genötigt sah, eine Untersuchungskommission in dieser Sache einzusetzen. Da Hampton sich weigerte, vor der Kommission auszusagen, erging gegen ihn ein Haftbefehl. Die örtliche Polizei weigerte sich jedoch, Hampton festzusetzen, da sie die Rechtmäßigkeit des Haftbefehls anzweifelte. Hampton seinerseits beantragte, Tasmanien aufgrund einer Erkrankung zu verlassen, was ihm schließlich erlaubt wurde. Von 1857 bis 1859 hielt sich Hampton aus unbekannten Gründen in Kanada auf. Die Untersuchungskommission kam in ihrem Abschlussbericht zum Ergebnis, dass Hampton der Korruption schuldig war, unter anderem, indem er von Zwangsarbeit von Sträflingen persönlich profitiert hatte.
Trotz dieser Angelegenheit wurde Hampton 1861 zum Gouverneur von Western Australia ernannt. Nach seiner Ankunft in Australien im Jahr darauf nahm er deutlich mehr Einfluss auf die Aufsicht der Sträflinge als seine Vorgänger. Von Dezember 1862 bis 1863 leitete er selbst die Sträflingsverwalttung. 1866 ernannte er seinen Sohn George Essex zum Comptroller-general. Während seiner Amtszeit wurden die Strafen für Häftlinge zunehmend drakonischer; so wurden Sträflinge häufiger ausgepeitscht, auch führte er die Einzelhaft wieder ein. In den Jahren 1866 und 1867 kam es daraufhin vermehrt zu Fluchtversuchen von Sträflingen. Hampton gelang es andererseits jedoch, den Haushalt der bei Amtsantritt fast bankrotten Kolonie zu sanieren und das Gouverneursanwesens und diverse öffentlicher Gebäude fertigzustellen.
Nach Ende seiner Amtszeit kehrte Hampton im November 1868 nach England zurück, wo er bereits ein Jahr später starb.